# Carmelo Micciche
Carmelo Micciche (Uckange, 16 agosto 1963) è un ex calciatore francese di origini italiane, di ruolo attaccante.

## Biografia
Nato a Uckange, Micciche è figlio di emigrati siciliani di San Cono (padre) e di San Michele di Ganzaria (madre), in provincia di Catania, trasferitisi in Lorena negli anni Sessanta.

## Carriera

### Club
Ha totalizzato 213 incontri nella prima divisione francese, prevalentemente nel Metz con cui vinse anche l'edizione 1987-1988 della Coppa di Francia. Nel corso della sua carriera ha giocato anche nelle massime divisioni di Israele e Lussemburgo, in cui concluse la carriera da professionista.

### Nazionale
Ha collezionato due presenze con la nazionale francese nel corso delle qualificazioni agli Europei del 1988, segnando nell'incontro d'esordio contro l'Islanda su assist di Michel Platini. La sua carriera in nazionale venne pregiudicata da un infortunio al ginocchio.

## Statistiche

### Cronologia presenze e reti in nazionale
| Cronologia completa delle presenze e delle reti in nazionale ― Francia | Cronologia completa delle presenze e delle reti in nazionale ― Francia | Cronologia completa delle presenze e delle reti in nazionale ― Francia | Cronologia completa delle presenze e delle reti in nazionale ― Francia | Cronologia completa delle presenze e delle reti in nazionale ― Francia | Cronologia completa delle presenze e delle reti in nazionale ― Francia | Cronologia completa delle presenze e delle reti in nazionale ― Francia | Cronologia completa delle presenze e delle reti in nazionale ― Francia |
| Data                                                                   | Città                                                                  | In casa                                                                | Risultato                                                              | Ospiti                                                                 | Competizione                                                           | Reti                                                                   | Note                                                                   |
| ---------------------------------------------------------------------- | ---------------------------------------------------------------------- | ---------------------------------------------------------------------- | ---------------------------------------------------------------------- | ---------------------------------------------------------------------- | ---------------------------------------------------------------------- | ---------------------------------------------------------------------- | ---------------------------------------------------------------------- |
| 29-4-1987                                                              | Parigi                                                                 | Francia                                                                | 2 – 0                                                                  | Islanda                                                                | Qual. Euro 1988                                                        | 1                                                                      |                                                                        |
| 16-6-1987                                                              | Oslo                                                                   | Norvegia                                                               | 2 – 0                                                                  | Francia                                                                | Qual. Euro 1988                                                        | -                                                                      |                                                                        |
| Totale                                                                 |                                                                        | Presenze                                                               | 2                                                                      |                                                                        | Reti                                                                   | 1                                                                      |                                                                        |

## Palmarès

### Giocatore

#### Competizioni nazionali
- Coppa di Francia: 1

Metz: 1987-1988